# سانتا روزا (الفلبين)
سانتا روزا (بالإنجليزية: City of Santa Rosa )‏ هي مدينة في الفلبين، تتبع لاغونا، بلغ عدد سكانها 284,670  نسمة في 2010، تبلغ مساحتها 54.84 كيلومتر مربع، رمزها البريدي هو 4026.

## معرض صور

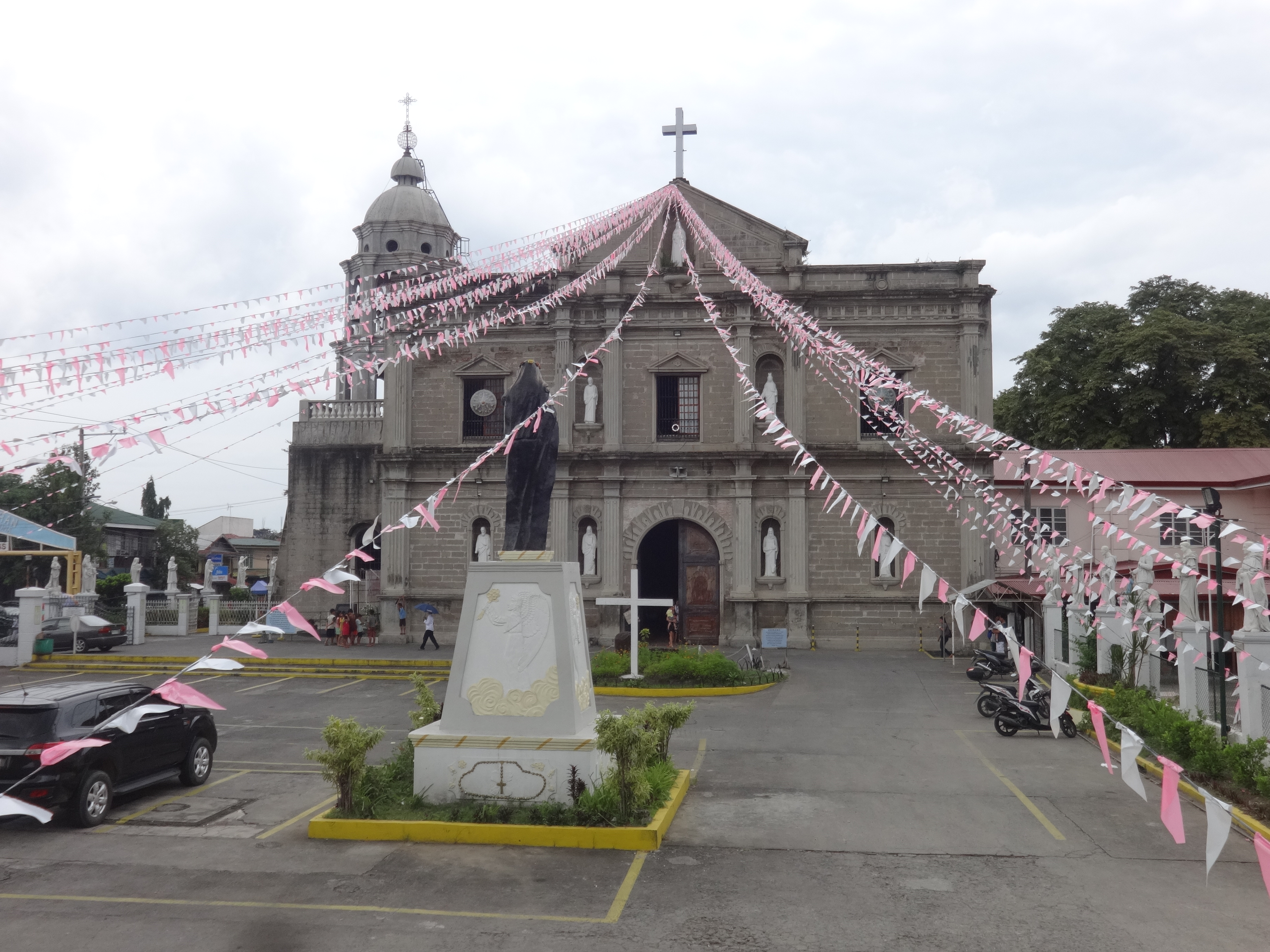
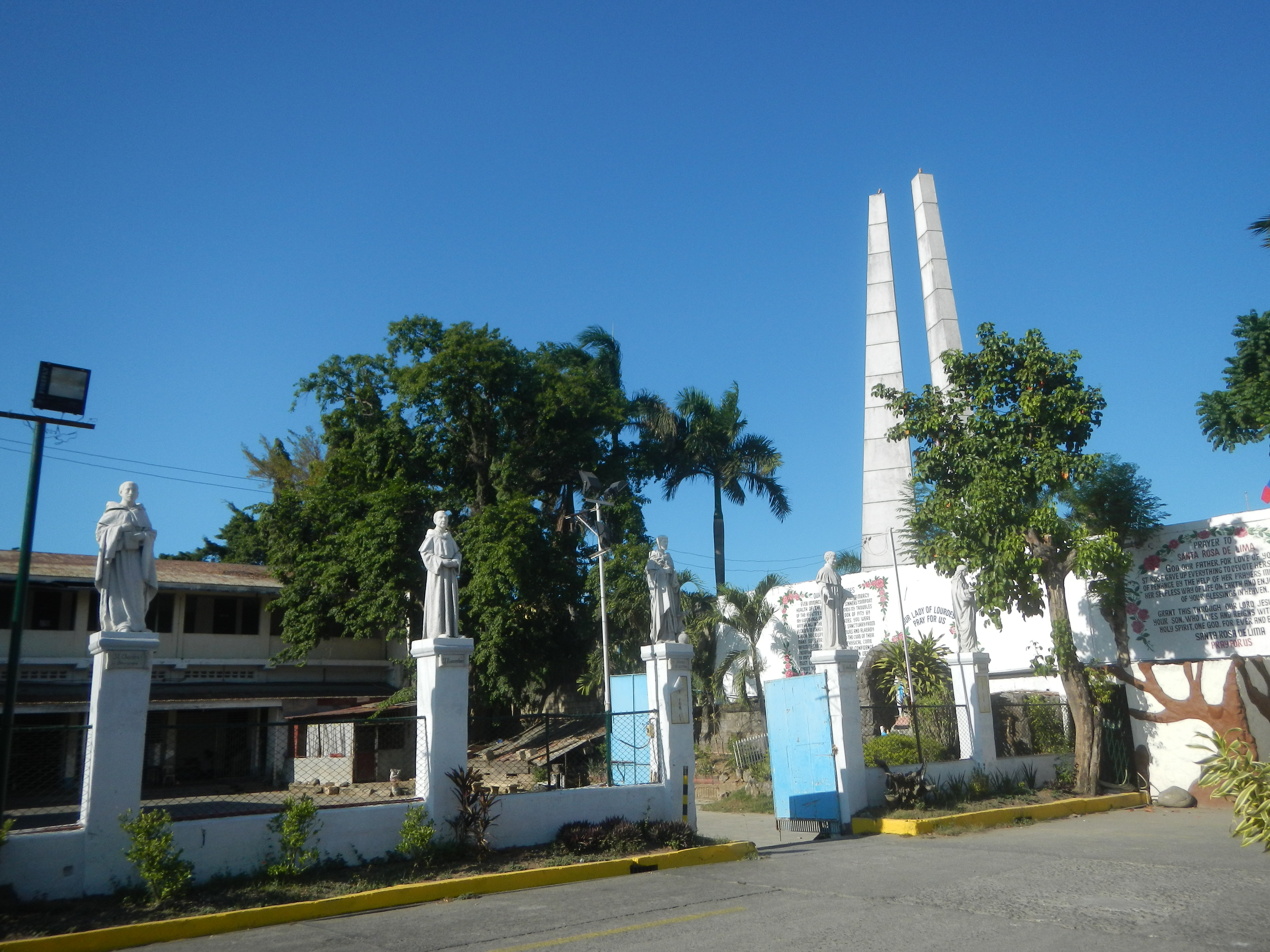
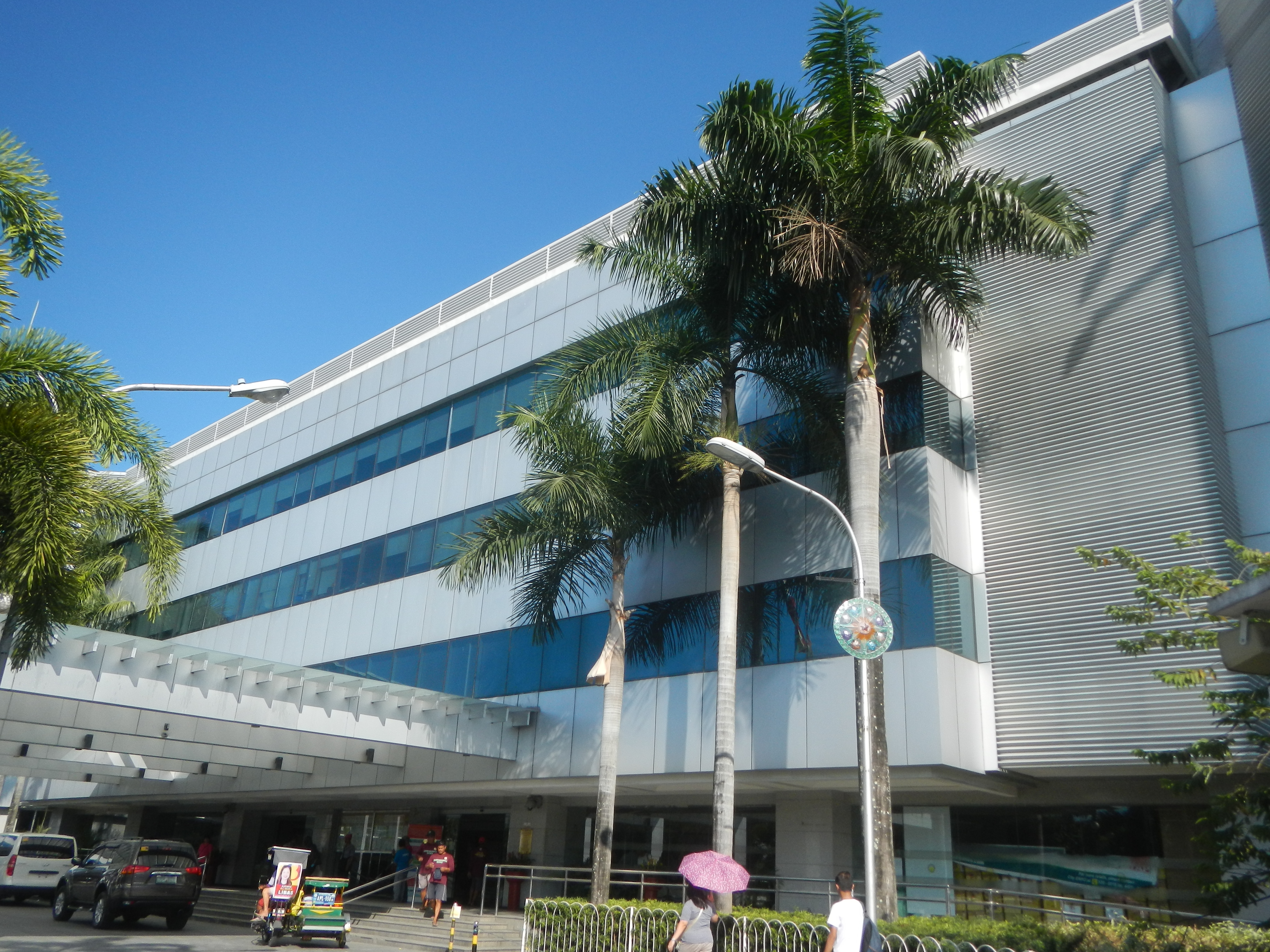

## الموقع
تشترك في الحدود مع:
- بينان.

## مدن توأم
المدن التوأم:
- ماكاتي
- تويوكاوا، آيتشي.

## أعلام
- ألدن ريتشاردز